# Acacia altiscandens
Acacia altiscandens är en ärtväxtart som beskrevs av Adolpho Ducke. Acacia altiscandens ingår i släktet akacior, och familjen ärtväxter. Inga underarter finns listade i Catalogue of Life.